# پیر بشله
پیِر بَشلِه (به فرانسوی: Pierre Bachelet) (زادهٔ ۲۵ مه ۱۹۴۴ - درگذشتهٔ ۱۵ فوریهٔ ۲۰۰۵) خواننده و آهنگساز فرانسوی بود.

## زندگینامه

### حرفه
پیر بشله در محلهٔ دوازدهم پاریس به‌دنیا آمد. تحصیلات خود را در دانشگاه لویی لومیر به پایان رساند. سپس برای ساخت نخستین مستند خود با نام Bahia meu Amor به برزیل رفت. او کار خود را در زمینه تولید آهنگ برای آگهی‌ها آغاز کرد که در خلال این کار با تعدادی از کارگردانان آشنا شد و با آنان به همکاری پرداخت. او در طول فعالیتش به ساخت موسیقی برای آگهی‌ها و فیلم‌های مستند دوستانش ادامه داد. از موفق‌ترین آهنگ وی که برای فیلم ساخته‌است می‌توان به موسیقی متن فیلم امانوئل اشاره کرد. ۱٫۴ میلیون آلبوم و همچنین ۴ میلیون دیسک از آن به فروش رسیده‌است. از دیگر آثار سینمایی او می‌توان به موسیو ساد اشاره کرد.

### خوانندگی
در سال ۱۹۷۴ وی نخستین ترانهٔ خود را به نام امانوئل به زبان انگلیسی و فرانسوی منتشر کرد. در سال ۱۹۷۵ آلبوم نخست خود را بنام Atlantique روانه بازار کرد. موفقیت چشمگیر و شناخته شدن وی را می توان از آلبوم دوم وی بنام Elle est d’ailleurs بمعنای " او از جایی دیگر است" دانست. از این آلبوم یک و نیم میلیون نسخه به فروش رسید.

### درگذشت
پیر بشله سرانجام در سال ۲۰۰۵ بر اثر سرطان ریه درگذشت. وی در آرامگاه مارن سن تروپه به خاک سپرده شد.